# Acolasis ocellata
Coenipeta ocellata là một loài bướm đêm trong họ Erebidae.